# H2: 어느 살인마의 가족 이야기
《H2: 어느 살인마의 가족 이야기》(영어: Halloween II)는 2009년 개봉한 미국의 슬래셔 영화이다. 《할로윈: 살인마의 탄생》(2007)의 속편이며, 할로윈 시리즈 10번째 작품이다.
2018년 시리즈 11번째 작품 《할로윈》이 개봉하였다.

## 출연
- 스카우트 테일러콤프턴
- 맬컴 맥다월
- 타일러 메인
  - 체이스 라이트 배넥
- 셰리 문 좀비
- 브래드 도리프
- 대니엘 해리스
- 브리아 그랜트
- 하워드 헤스먼
- 앤절라 트림버
- 메리 버드송
- 대니얼 로벅
- 제프 대니얼 필립스
- 실비아 제프리스
- 빌 페이거바키
- 리처드 브레이크
- 데이턴 캘리
- 마고 키더
- 리처드 릴리
- 마크 크리스토퍼 로런스
- 마크 분 주니어
- 두에인 휘터커
- 옥타비아 스펜서
- 사일러스 위어 미첼
- 로버트 커티스 브라운
- 크리스 하드윅
- 벳시 루
- "위어드 앨" 얭커빅
- 숀 훼일런
- 캐럴라인 윌리엄스
- 앤절라 트림버
- 다이앤 아얄라 골드너
- 애덤 보이어
- 제시 데이턴

## 기타 제작진
- 라인 제작: 조지프 졸포
- 배역: 모니카 미컬슨
- 미술: 개러스 스토버
- 세트: 로리 메이저
- 의상: 메리 E. 매클라우드